# Pleurodema bibroni
Espèce
Synonymes
- Bombinator ocellatus Duméril & Bibron, 1841
- Pleurodema darwinii Bell, 1843
- Pleurodema granulosum Jiménez de la Espada, 1875
- Pleurodema bibroni var. brevipes Philippi in Cei, 1958

Statut de conservation UICN

 NT  : Quasi menacé
Pleurodema bibroni est une espèce d'amphibiens de la famille des Leptodactylidae.

## Répartition
Cette espèce se rencontre du niveau de la mer à 1 100 m d'altitude :
- au Brésil dans l'État du Rio Grande do Sul et dans le sud-ouest du Paraná ;
- en Uruguay dans les départements de Canelones, de Florida, de Lavalleja, de Maldonado, de Montevideo, de Rocha, de San José, de Treinta y Tres, d'Artigas, de Durazno et de Río Negro.

## Publication originale
- Tschudi, 1838 : Classification der Batrachier, mit Berucksichtigung der fossilen Thiere dieser Abtheilung der Reptilien, p. 1-99 (texte intégral).